# NGC 2026
NGC 2026 je otvoreni skup u zviježđu Biku. 

## Vanjske poveznice
- SEDS: NGC 2026